# 収斂火災

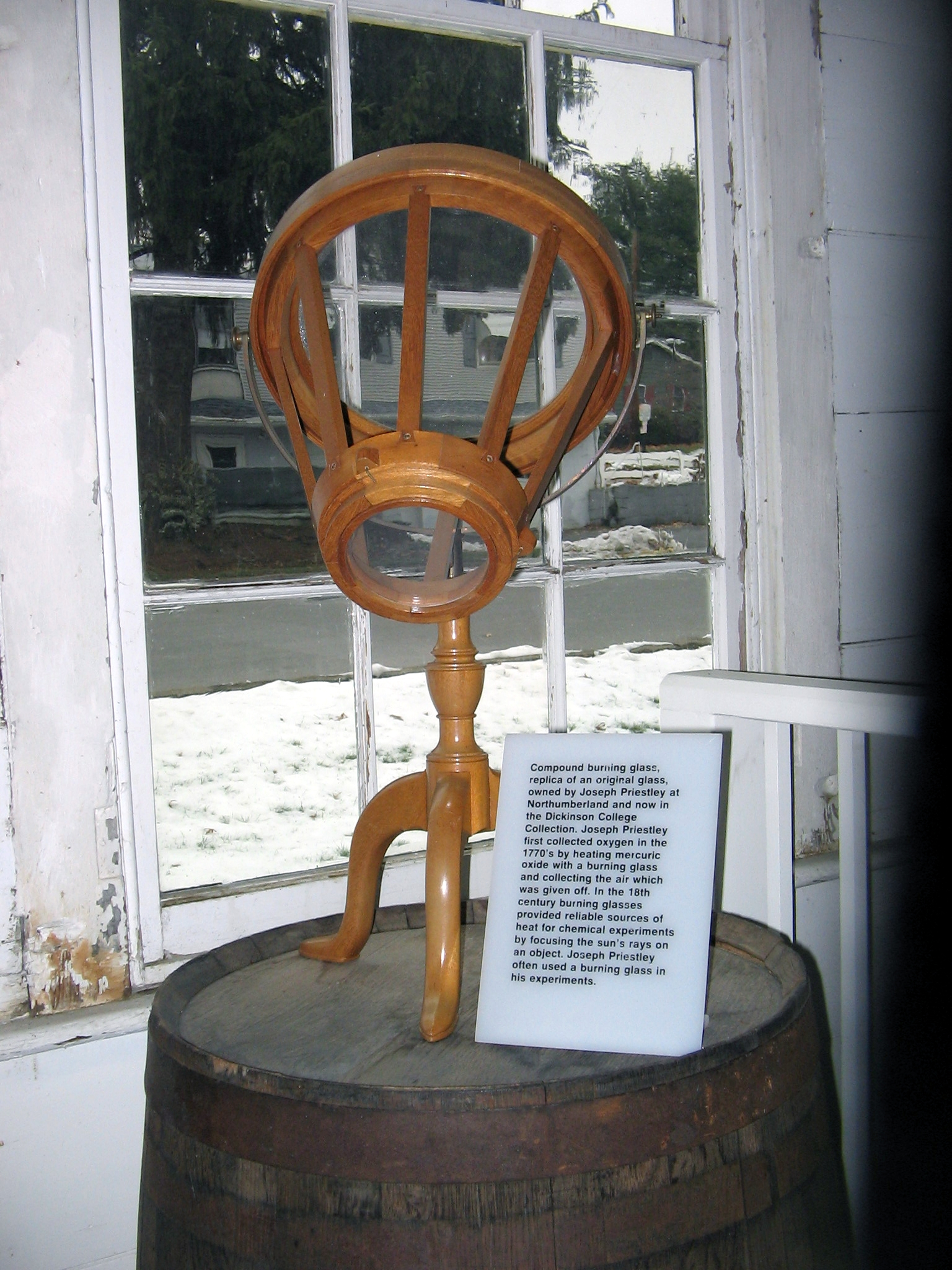
ジョゼフ・プリーストリーが所有していたバーニング・グラス（天日取りレンズ）の原寸大レプリカ

収斂火災（しゅうれんかさい）とは、凸レンズ状の透明な物体、あるいは凹面鏡状の反射物によって、太陽光が収束し可燃物が発火することによって起こる火災である。この火災の発生原因全体に占める割合は決して高くないが、年間で数件から十数件の事例が見られるため、火災の原因としては無視できない。
また、この現象を利用した発火法は収斂発火と呼ばれることがある。

## 歴史

紀元前212年アルキメデスの熱光線（実際には太陽光は事実上の平行光線である）

この現象の利用は、古くから知られており、焼灼止血法を行っていた神聖な寺院で使用されていたとされる 。紀元前424年に書かれたプルタルコスの戯曲『雲』の中で、ウェスタの処女寺院に設置された『鏡によって燃焼させる装置』が登場している。
この発火方式は、オリンピック聖火の「採火」にも使われている。

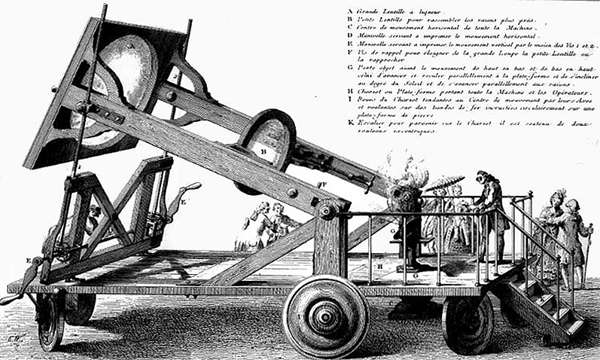
ラヴォアジエとフランスアカデミーの化学者たち lentilles ardentes

18世紀の化学者ジョゼフ・プリーストリーとアントワーヌ・ラヴォアジエは、バーニング・グラス（天日取りレンズ）を用いた「密閉容器内での金属の灰化」の確認により、フロギストン説を否定し、酸素の発見に成功した。

## 利用
キャンプなどで使われる ソーラークッカーなどに利用される。

## 火災の事例
以下のいずれにおいても予想外のものが原因であるため、予防を難しくしていることがうかがえる。
- 車内のアクセサリー取付用吸盤[3]

- 水晶玉[4]
- ビルのミラーガラス[5]
- 水が入ったペットボトル[6]
- ビニールハウスの屋根（水が溜まって垂れ下がったもの）
- 調理用ステンレスボウル
- ステンレス容器のふた（凹面鏡状になっているもの）
- 自動車のアルミホイール（メッキ処理によって鏡面状になっているもの）

### 収斂火災が発生しやすい時期
収斂火災は、日差しの強い昼間、あるいは夏に発生しやすいと思われがちであるが、夕方あるいは冬に比較的多く発生することが知られている。夕方や冬の方が、昼間や夏に比べて太陽の高度が低いため、室内に太陽光がより差し込みやすいためであると考えられている。

### 収斂火災の予防
凸レンズおよび凹面鏡の役割を果たす可能性のある物体は、直射日光の当たらない場所に置くこと、外出時はカーテンを閉めて室内に直射日光を入れないことなどが有効である。
なお平面の鏡であってもアルキメデスの熱光線のように凹面を構成するように並べて配置したり、またはカットされたガラスのように多面体であっても凸状の形状であれば、効率は低下するものの、やはり光を収束させることは可能である。したがって平面で構成されているから安全とは言えない。さらに構成する平面が全体と比べて十分に小さければ事実上の凹面鏡や凸レンズとして機能する

。
水晶玉、ガラス玉など完全な球体に近いと見做せるものであれば、日光が差し込む角度によらず同じ形状のレンズとして中心からの焦点距離をある程度推定することが可能である。球体は凸レンズとしてみるといわゆる度数が高く、焦点距離はかなり近距離となるため、布や木材など可燃物の上に置かない、カーテンなどが近寄らないようにするなどの配慮により太陽光に照らされた状態でもリスクを減らすことができる。
直径{\displaystyle R}の球体は、焦点距離の項にある近似式
{\displaystyle {\frac {1}{f}}=(n-1)\left({\frac {1}{r_{1}}}-{\frac {1}{r_{2}}}+{\frac {(n-1)d}{nr_{1}r_{2}}}\right)}
{\displaystyle f}: 焦点距離
{\displaystyle n}: レンズ材質の屈折率
{\displaystyle r_{1},r_{2}}: レンズの曲率半径
{\displaystyle d}: レンズの厚さ
において、{\displaystyle r_{1}={\frac {2}{R}},r_{2}=-{\frac {2}{R}},d=R}を代入すると、
{\displaystyle f={\frac {n}{4\left(n-1\right)}}R}
となり、中心から直径の{\displaystyle {\frac {n}{4\left(n-1\right)}}}倍の位置付近に焦点がくることがわかる。
これは半径{\displaystyle {\frac {1}{2}}R}を引くと{\displaystyle \left({\frac {n}{4\left(n-1\right)}}-{\frac {1}{2}}\right)R}となり、球面より直径の{\displaystyle {\frac {n}{4\left(n-1\right)}}-{\frac {1}{2}}}倍程度離れた位置付近である。
屈折率は材質のみならず光の波長によって異なるが、分散の項にあるガラスの屈折率などからガラスや水晶などは 1.4〜1.9 程度とみなして上の式に当てはめると、球面からの距離は非常に近い直径の 0.03 倍弱 (1.9 のとき) から 0.4 倍弱 (1.4 のとき) となる。つまり、日光など平行な光線が差し込む場合、直径 10 cmの水晶玉やガラス玉であれば表面からおおよそ 4cm 以内、直径 30 mmであれば表面からおおよそ 12mm 以内の範囲に焦点がくることがわかる。